# TV Rá-Tim-Bum
TV Rá-Tim-Bum é um canal de televisão brasileiro fundado em 1º de dezembro de 2004, que pertence à Fundação Padre Anchieta, dedicado ao público infantil. A inicial proposta do canal foi conter programação 100% composta de produções nacionais de foco infantil e educacional, divididas entre programas infantis que já foram exibidos na TV Cultura, produções próprias e coproduções com estúdios de animação brasileiros de vários estados.
Em 2007, tornou-se disponível nos Estados Unidos. Em 2009, a emissora tornou-se disponível em Portugal.
Seus primeiros anos tinham um foco maior na programação original transmitida pela TV Cultura desde a década de 1980 até o começo de 2000. Posteriormente o canal passou a desenvolver seus programas originais, principalmente desenhos animados ainda mantendo o foco educacional e pré-escolar. Em 2011, o canal teve três indicações para a quinta edição do PrixJeunesse Iberoamericano, com O Papel das Histórias na categoria até 6 anos; Física Divertida e Traçando Arte, na categoria 7 a 11 anos não ficção.
A TV Rá-Tim-Bum renova sua programação mensalmente, habitualmente com a estreia de um novo programa no início de cada mês. A partir de 2015, o canal, passa a transmitir também produções estrangeiras, como as séries Pororo e Nutri Ventures, pois até então, desde 2004, o canal exibia apenas programas brasileiros. Porém, na virada de 2016 para 2017, as produções estrangeiras deixam de ser exibidas, fazendo o canal retornar a exibir apenas programas brasileiros.

## Programação para os pais
São programas direcionados para o público juvenil e adulto. Em 2010, a TV Rá-Tim-Bum começou uma parceria com a HCTV (canal de televisão do Hospital das Clínicas da Faculdade de Medicina da Universidade de São Paulo) para a exibição de programas voltados aos pais.. Em 2004, pouco depois da inauguração do canal, foi exibido o programa familiar Tamanho Família (que geralmente tinha como convidados psiquiatras, fonoaudiólogos e psicólogos sobre os mais diversos cuidados com os bebês e crianças, como por exemplo, os riscos de acidentes domésticos, o desenvolvimento das crianças), cujo programa foi exibido até o começo de 2007

## Site
O site oficial da TV Rá-Tim-Bum foi criado no início de 2008 trazendo vídeos, imagens, atividades e jogos de conteúdo educativo, informações para os pais e um espaço para as crianças deixarem recados para seus programas preferidos.
O site possui também uma rádio virtual onde se pode ouvir 150 faixas musicais diferentes de programas como Vila Sésamo e Cocoricó.

### Jogos de internet
São jogos criados pelas empresas Sunag Entertainment, Tortuga Studios e pela equipe própria do site da TV Rá-Tim-Bum, disponíveis no site.

## Sinal em alta definição
O canal passou a gerar sua programação em HD em 2016.
Por enquanto disponível nas operadoras Claro TV, Net e Vivo TV.

## Controvérsias
Devido a operadora de televisão por assinatura SKY a Fundação Padre Anchieta, dona do canal 448 em HD, estuda fazer um manifesto público. Segundo a mesma, o canal anteriormente era distribuído em 16 pacotes atualmente mas faz parte apenas de um. Ainda segundo a fundação, o "bloqueio" da operadora travou o crescimento do canal já que o sinal é transmitido atualmente para apenas 4 milhões de clientes.
No dia 20 de março de 2019, a SKY retira o sinal da TV Rá-Tim-Bum e em seu lugar, colocou no ar o sinal da Fashion TV.

## Logotipos
- 2004-2005: A primeira logotipo da emissora foi uma bolha de tinta vermelha, escrita TV Rá Tim Bum! em amarelo, além de uma mancha de tinta azul que tinha um sorriso, que ficava entre o nome do canal.
- 2005-2012: A mesma da anterior, porém, sem a mancha de tinta azul. Nessa versão, a bolha de tinta vermelha ficou com um tom mais brilhante e 3D.
- 2012-2014: Em 2012, ela renovou a marca, no mesmo formato, só que em bolhas de sabão.
- 2014-2017: As palavras TV Rá Tim Bum! ficaram com cores mais fortes e padrões, diferente da anterior em que as cores das letras eram mais translúcidas e misturadas.
- 2017-2019: Em uma nova mudança, o nome do canal ficou apenas com as iniciais RTB! em roxo como logo.
- 2019-Atual: Em dezembro de 2019, na véspera de 15 anos do canal, foi lançada uma nova identidade visual, com o nome TV Rá Tim Bum!, baseado na logomarca do programa Rá-Tim-Bum, exibido em 1990 pela TV Cultura. Em 2022, as palavras Rá-Tim-Bum! ficaram na horizontal, e a palavra TV em cima.